# LDU Quito
Liga Deportiva Universitaria de Quito, skraćeno LDU Quito je ekvadorski nogometni klub iz Quita.
Osnovan je 1930., te je s devet naslova državnog prvaka jedan od najuspješnijih ekvadorskih klubova. LDU Quito je ii aktualni prvak Copa Libertadoresa, te je prvi ekvadorski klub koji je osvojio to prestižno natjecanje. Natječu se u ekvadorskoj Seriji A, te svoje domaće utakmice igraju na stadionu Liga Deportiva Universitaria. Najveći rivali su im Deportivo Aucas, Deportivo El Nacional, Deportivo Quito, te Barcelona SC.

## Trofeji
- Ekvadorska Serie A
  - Prvaci (9): 1969., 1974., 1975., 1990., 1998., 1999., 2003., 2005., 2007.

- Ekvadorska Serie B
  - Prvaci (2): 1974., 2001.

- Copa Libertadores
  - Prvaci (1): 2008.

- Svjetsko klupsko prvenstvo
  - Finalisti (1): 2008.

## Vanjske poveznice
- Službena stranica (šp.)